# Xavier Richert
Pour les articles homonymes, voir Richert.
Xavier Richert, né le 15 août 1913 à Reppe (Territoire de Belfort) et mort le 7 janvier 1992, est un fonctionnaire français, administrateur de la France d'outre-mer.

## Biographie
Après avoir organisé et préparé la présence française en Antarctique entre 1950 et 1954, il devient, en 1955, le premier administrateur supérieur des Terres australes et antarctiques françaises, fonction qu'il occupe jusqu'en décembre 1958. 
Il publie sous le pseudonyme de Xavier Reppe, du nom de son village natal et est lauréat d'un prix de l'Académie française pour son ouvrage Mirages et lumières sorti en 1955.  

## Hommage
En 2001, il est représenté sur un timbre des TAAF 

## Ouvrages
- Mirages et lumières : aux confins du Sahara et du Soudan, 1954
- Aurore sur l'Antarctique, 1957